# Rats & Star
Rats & Star (jap. ラッツ&スター, Rattsu ando Sutā), früher genannt Chanels, ist eine japanische J-Pop-Boygroup, die sich auf Doo-Wop-beeinflusste Musik spezialisiert hat. Geführt wird die Gruppe von Masayuki Suzuki.
Der Name der Gruppe ist ein Palindrom, das sich von vorne gleich liest wie von hinten. Die wirkliche Bedeutung des Namens ist jedoch, dass „Ratten“, die in den ärmeren Vierteln der Stadt aufgewachsen waren, durch den Gesang von Doo Wop ihr Geschick ändern und ein kollektiver „Star“ werden könnten.

## Geschichte
1975 taten sich Masayuki Suzuki, der Doo Wop mag, Masashi Tashiro und Nobuyoshi Kuwano zusammen, um eine Band namens Chanels zu gründen. Die Band debütierte 1980 mit ihrer ersten Single namens Runaway, die sich über eine Million Mal verkaufte und ein riesiger Hit wurde. 1983 änderte die Band ihren Namen ins heutige Rats & Star, da der französische Modegigant Chanel Beschwerden anmeldete. Andy Warhol kreierte das Cover für das Album Soul Vacation und die Namensänderung schien keine Rückläufe im Kaufverhalten der Kunden zu verursachen; die erste Single unter dem Namen Rats & Star, Me-Gumi no Hito, verkaufte sich über 800.000 Mal. 1985 heirateten fünf Mitglieder der Band gleichzeitig, was der Gruppe viel Publicity bescherte. Im Jahr darauf, 1986, veröffentlichte Rats & Star ein Duett namens Lonely Chaplain mit Masayukis älterer Schwester Kiyomi Suzuki, das ebenfalls ein Riesenhit wurde. Trotzdem schlug der Bandleader Masayuki Suzuki ein Solokarriere ein und die Band stellte ihre Aktivitäten weitestgehend ein. 1996 wurde Rats & Star für ein halbes Jahr neugegründet und die Band veröffentlichte die Single Yume de Aetara, die beliebt genug wurde, um die Gruppe zu einer Abschiedstour durch ganz Japan zu ermutigen. Im gleichen Jahr traten sie erstmals in der Kōhaku Uta Gassen auf, um diesen Song zu präsentieren.
Im Jahr 2006 bildeten Suzuki, Kuwano und Sato die Gruppe Gosperats mit Tetsuya Murakami und Yuji Sakai, Mitgliedern der Gospellers.
Einzigartige Andy-Warhol-Drucke des Albumcovers „Soul Vacation“ wurden für ab 25.000 US-$ pro Stück verkauft.

## Mitglieder
- Masayuki Suzuki – Leadgesang, Martin. Aktuell (2007) ist er immer noch aktiver Solosänger.
- Masashi Tashiro – Tenorgesang, Marcy. Er beging mehrere Verbrechen und verließ deswegen die Welt des Entertainments. Gemeinsam mit Kuwano spielte er die Hauptrolle in verschiedenen Varietés.
- Nobuyoshi Kuwano – Trompete, Gesang, Kuwa-man. Aktuell (2007) ist er noch immer als Fernsehschauspieler aktiv. Auch hat er als Trompeter an Suzukis Solokonzerttour teilgenommen.
- Yoshio Sato – Bassgesang
- Hiroyuki Kuboki – Tenorgesang
- Ryoichi Izumo – Gitarre, Gesang
- Kiyotaka Shinpo – Schlagzeug, Gesang

## Diskografie

### Als Chanels
- 1980: Runaway
- 1980: Tonight
- 1981: Machikado Twilight
- 1981: Hurricane
- 1981: Namida no Sweet Cherry
- 1982: Hey Brother
- 1982: Akogare no Slender Girl
- 1982: Summer Holiday
- 1982: Moshikashite I Love You
- 1982: Shuumatsu Dynamite

### Alben
| Jahr            | Titel                                 | Höchstplatzierung, Gesamtwochen, AuszeichnungChartsChartplatzierungen (Jahr, Titel, Platzierungen, Wochen, Auszeichnungen, Anmerkungen) | Anmerkungen                                        |
| Jahr            | Titel                                 | JP | Anmerkungen                                        |
| --------------- | ------------------------------------- | --- | -------------------------------------------------- |
| als Rats & Star |                                       | |                                                    |
|                 |                                       | |                                                    |
| 1983            | Me-Gumi no Hito                       | — | Erstveröffentlichung: 1983                         |
| 1983            | T-shirt ni Kuchibiru                  | — | Erstveröffentlichung: 1983                         |
| 1983            | Konya wa Physical                     | — | Erstveröffentlichung: 1983                         |
| 1984            | Moonlight Honey                       | — | Erstveröffentlichung: 1984                         |
| 1984            | Glamour Guy                           | — | Erstveröffentlichung: 1984                         |
| 1984            | Kuchibiru ni Knife                    | — | Erstveröffentlichung: 1984                         |
| 1984            | 14 Carats Rats & Star Best            | JP20 (12 Wo.)JP | Erstveröffentlichung: 1. Juli 1984 Kompilation     |
| 1985            | Madonna wa Omae Dake                  | — | Erstveröffentlichung: 1985                         |
| 1985            | Lady Eccentric                        | — | Erstveröffentlichung: 1985                         |
| 1985            | Sing!Sing!Sing!                       | — | Erstveröffentlichung: 22. November 1985            |
| 1985            | See Through                           | — | Erstveröffentlichung: 22. November 1985            |
| 1985            | Soul Vacation                         | — | Erstveröffentlichung: 22. November 1985            |
| 1986            | Lonely Chaplain                       | — | Erstveröffentlichung: 1986 Duett mit Kiyomi Suzuki |
| 1996            | Back to the Basic                     | JP5 ×2Doppelplatin · (21 Wo.)JP | Erstveröffentlichung: 20. Juli 1996                |
| 1996            | Yume de Aetara                        | — | Erstveröffentlichung: 1996                         |
| 2003            | The Legend                            | — | Erstveröffentlichung: 1. Januar 2003 Kompilation   |
| 2010            | The Complete ～History of Rats&Star～ | JP166 (1 Wo.)JP | Erstveröffentlichung: 25. Februar 2010 Kompilation |

grau schraffiert: keine Chartdaten aus diesem Jahr verfügbar

### Singles
| Jahr | Titel Album                             | Höchstplatzierung, Gesamtwochen, AuszeichnungChartsChartplatzierungen (Jahr, Titel, Album, Platzierungen, Wochen, Auszeichnungen, Anmerkungen) | Anmerkungen                             |
| Jahr | Titel Album                             | JP | Anmerkungen                             |
| ---- | --------------------------------------- | --- | --------------------------------------- |
| 1996 | If You Meet In a Dream (夢で逢えたら) – | JP8 Platin · (15 Wo.)JP | Erstveröffentlichung: 22. April 1996    |
| 2010 | Megumi no Hito (め組のひと) –           | JP— Gold (Digital)JP | Erstveröffentlichung: 1. September 2010 |